# 1788 en droit
Cet article présente les faits marquants de l'année 1788 en droit.

## Événements
- 13 février : début à Londres du procès de Warren Hastings, gouverneur général de l’Inde britannique entre 1773 et 1785, en Grande-Bretagne, accusé de malversations. Il en sort acquitté, mais ruiné (23 avril 1795)[1].

- 19 février, Paris : création de la Société des amis des Noirs par Brissot, pour l’abolition de l’esclavage[2].

- 20 juin : abolition du servage au Danemark (Réforme de Bernstorff)[3]. Les anciens tenanciers accèdent à la propriété, et participent au partage des communaux. La société féodale évolue vers une société de classe fondée sur la plus ou moins grande possession foncière.

- 21 juin : entrée en vigueur de la Constitution des États-Unis d'Amérique[4].

- 5 juillet - 8 août, France : décision de convoquer les États généraux prise par Loménie de Brienne[5].

- 16 décembre : la chambre des communes déclare George III du Royaume-Uni incapable de gouverner[6]. Le roi a subi sa première attaque de maladie mentale durant l'été. À partir de novembre, il est incapable de gouverner. Il est complètement rétabli le 10 mars 1789.

- 27 décembre, France : arrêt du conseil ordonnant le doublement des députés du tiers état aux états généraux.